# F-09C
docomo PRIME series F-09C（ドコモ プライム シリーズ エフ ゼロ きゅう シー）は、富士通によって開発された、NTTドコモの第3世代移動通信システム（FOMA）端末である。docomo PRIME seriesの端末。

## 概要
本端末は2010年6月に発売されたF-06Bの実質的な後継機種となり、防水スライドヨコモーションの系統を引き継いでいる。これは通常の縦型スライドプラス、スライドを開いた後に、液晶部を横90度に半回転させることができる形状となる。画面を横することによって、ワンセグや撮影した動画などを画面いっぱいに再生することができる。
本機はドルビーモバイルエンジンを搭載しており、スピーカー使用時 や ヘッドセット使用時に臨場感あふれる音声をワンセグ・ミューックプレーヤー・ムービー再生時に使用することができるのが特徴である。
デザインはF-06Bはやや丸みをおびていたのに対し、F-09Cは角ばったフォルムとなり、厚みも抑えられている。
前機種ではプラスチックのメッキフレームが採用されていたが、当機種ではメッキを廃止し、代わりにグラスイルミフレームというクリアフレームとなっており、その上下のフレームにはLEDバーが埋め込まれ、着信や画面の操作によって七色に光る。またキーボードも23パターンのカラーでキー操作や温度変化に連動して光る。
防水機能はIPX5/IPX8の性能を有しており、浴室などでワンセグの視聴などができるようになっている。

### 3D液晶
防水やスライドヨコモーションまでは、F-06Bと変わらないが、本端末から加わった機能として、3.5インチの3D液晶がある。これはSH-10CやSH-12Cと同様に、専用メガネをかけなくても立体的に表示させることができる。これにより3Dで撮影した写真が閲覧できたほか、過去には3D対応のYouTubeやBeeTVの動画を立体的に視聴することができた。この3D液晶にあわせ以下の3D対応アプリがプリインストールされている。
3D対応アプリ
- ブロック崩し
- くーまんの部屋
- イルーナ戦記 3D LITE（体験版）
- （3D）WANBO 絵合わせパズル

### タッチパネル・待受画面
液晶パネルには事実上の先代にあたるF-01C・F-06B・F-09Aと同様に静電容量式のタッチパネルが搭載されており、ほとんどの操作をテンキーを使わずタッチパネルだけで行うことが可能である。そのためスライドを閉じたままでほとんどの操作をすることができる。また待受画面は待受カスタムパレットといわれる機能により、Androidスマートフォンのように、ウィジェットなどを自由に配置でき、スマートフォンのように自分好みの待受画面をつくることができる。また指で書いた手書き文字を待受画面にすることができ、メモ代わりにすることができる。
待ちうけパーツ
- 時計（日付／時刻）
- カレンダー
- メモ
- 新着情報（メール／不在着信）
- 温湿度計
- 天気予報（iコンシェル）
- 歩数活動量計 他

### カメラ
カメラは1630万画素裏面照射型CMOSセンサー「Exmor R for mobile」と、富士通製の画像処理エンジン「Milbeaut Mobile」を搭載し、いままで以上に高感度／低ノイズとなっている。また露光時間の違う2枚の写真を同時に撮影し自動で合成し、自分好みの写真にカスタマイズすることができる。
先代のF-01Cのソフトウェアを踏襲しメモリーいっぱいまでひたすら連写する無限連写モードが搭載されている。
アートカメラとよばれる、トイカメラ機能では、以下の11種類のフィルタが用意されている。
アートカメラ機能
クロマキー クロスプロセス ジオラマ ソフトフォーカス トイカメラ 　
魚眼 ビビッド　モノクロ　セピア　ダーク　アンカラフル
また女性を意識した、「小顔撮影」、ふんわり、くっきり撮影モードなども用意されている。一眼レフカメラのように、背景のボケの度合いを強調して撮影も可能となっている。
その他カメラ機能
- 自動シーン認識
- クイック撮影モード
- ホワイトボード撮影モード
- ベストショットセレクト
- トリプルブレガード
- 局所コントラスト補正
- サーチミーフォーカス＋スマイルファインダー
- スーパーデジタルズーム＋超解像
- トラッキングフォーカス
- 広角対応高輝度フラッシュ
- 名刺リーダー
- 自動位置情報付加
- マイコレクション
- 待受スライドショー

### 動画撮影
動画撮影機能においても、上述の高画質カメラにより、フルHDサイズのフルハイビジョンムービー撮影が可能となっている。また動画撮影においても、被写体にフォーカスが自動追従したり、顔優先オートフォーカスや、事前に登録した人に優先的にフォーカスをあわせるサーチミーフォーカスにも対応している。
動画にあわせた音声の録音においても48kHzサンプリングの高音質ステレオ録音が可能な「スーパーサラウンドマイク」を搭載しているほか、ズームにあわせ、ズームフォーカスにあった適切な収音効果を発揮するダイマジック社の「ズームマイク」機能でが搭載されている。なお、F-01Cであった、動画撮影時にカメラの絞りの音が入る不具合は今回は解消されている。

### ワンセグ
ワンセグは、60fpsの2倍速表示と4倍速表示に対応している。また視聴中に受信エリアが変わると知らせる「オートエリア切換」、録画先の残容量に応じて、本体またはmicroSDカードへ自動保存や他機能との同時利用やながらメールができる2画面表示、録画データについて再生する開始位置の指定が可能。他機能との同時利用や、ワンセグを見ながらメールが利用できる2画面表示 に対応している。
さらにホームシアターに相当する5.1chサラウンドでワンセグやミュージックプレーヤーのサウンドを立体的な臨場感ある音質で楽しめる「ドルビーモバイル5.1サラウンド」も※利用可能となる。(※イヤフォン接続時 および Bluetoothヘッドセット使用時に限る)
また、本体スピーカー使用時には、臨場感あふれる音声に自動補正するイコライザー機能を持った「ドルビーモバイル」を使用することができる。テレビのジャンル別に手動、または自動で選択することができる。(このドルビーモバイルは2014年に発売されたFシリーズのFOMA最終機種であるF-07Fには搭載されていない)

### HDMI対応
HDMIマイクロプラグ（タイプD）に対応したHDMIケーブルを使いハイビジョンテレビに接続させることで、F-09Cで撮影したハイビジョンムービーや写真を直接表示させたり、iモード、iモーション、スマートブラウザ フルブラウザ　PDF ドキュメントビューアなどをテレビに表示させることができる。

### Wi-Fi＆ブラウザ
F-09CはF-06BやF-01Cと同様にIEEE802.11b/gに対応したWi-Fi機能が搭載されており、ポケットWi-Fiや自宅のWi-Fiルータ、そして公衆無線LANなどに接続し、高速なブラウジングがパケット代金なしで利用ができる。
その他に、アクセスポイントモード（いわゆるWi-Fiテザリング）が可能となっており、F-09Cを親機としてニンテンドーDSやiPod touchなどを使ってWi-Fi環境のない場所でも、インターネット接続ができる。またそのためには、iモードとは別にmopera Uなどのプロバイダへ接続する必要がある。
またWi-FiではF-LINKといわれる富士通の独自の技術を使い、F-09C内の保存データを、Wi-Fiを使ってパソコンやF-09C同士で共有することができる。
その他にWi-Fiプリンターに接続し、撮影した写真や保存したWordやExcel、さらに宛名印刷などのドキュメントを印刷することができる。
ブラウザでは通常のiモードブラウザやフルブラウザに加え、F-10Cなどと同様に、WebKitで開発された、ウェブページの高速表示とタッチ操作向けUIに対応した「スマートブラウザ」を新たに搭載している。

### センサー機能
本端末にはセンサーとしてA-GPS、加速度センサー、地磁気センサー、温度・湿度センサー、光センサーなどが搭載されている。それぞれのセンサーを生かしたアプリケーションが搭載されている。地磁気センサーを生かした方位磁石であったり、湿度センサーを生かして測定した温度・湿度情報や、日本気象協会監修の各種指数やアドバイスなどをアプリや待ちうけ画面などに表示させることができる。またGPSや地軸センサーを生かし、ケータイを街にかざすだけで近隣の店舗情報や口コミ情報などを取得できる、AR対応ロケーションレーダーなどがある。
また加速度センサーを使った、ゴルフレッスンアプリや、歩数計機能をつかった、健康管理アプリなども搭載される。

### セキュリティー機能
富士通ならではの個人情報を保護する指紋センサーや、指定した人からの着信やメールを隠しフォルダに格納し、他の人から見られることを防ぐ指紋認証と連動したシークレットモードが搭載されている。その他に自動キーロックやmicroSDのパスワード設定などが可能となっている。

### その他機能
FMトランスミッターが搭載されているため、F-09Cに保存されている音楽を車のFMラジオなどを使って再生することができる。もちろんBluetoothも搭載しているため、それを使っての音楽再生も可能となる。
メールでは指定した日時に自動でメールを送信したり、指定相手から着信・受信があると自動的にメールを返信するなどといった機能がある。
同梱されている電子辞書のデータがインストールされたCD-ROMから、別売りのMicroSDカードにデータをコピーした上で、本体のMicroSDカードスロットにカードを挿入すれば、広辞苑、現代用語の基礎知識といった、25種類の辞書を利用することが可能となる。
また、人ごみなどの騒音に対応した「スーパーはっきりボイス3」や「新幹線乗車中」「歩行中」「走行中」の特定の行動に合わせた適切な音質調整を行う「ぴったりボイス」を採用している。
2011年NTTドコモの夏モデルから開始された、コンテンツパッケージや50Miモーションにも対応している。

## 主な対応サービス
| 主な対応サービス                   | 主な対応サービス                                                    | 主な対応サービス                       | 主な対応サービス                                 |
| ---------------------------------- | ------------------------------------------------------------------- | -------------------------------------- | ------------------------------------------------ |
| タッチパネル                       | FOMAハイスピード7.2Mbps/5.7Mbps                                     | Bluetooth                              | DCMX／おサイフケータイ                           |
| iアプリオンライン／地図アプリ      | 直感ゲーム／メガiアプリ                                             | iウィジェット                          | マチキャラ／iコンシェル                          |
| ホームU／ポケットU                 | GPS／ケータイお探し                                                 | デコメール／デコメ絵文字／デコメアニメ | iチャネル                                        |
| 着もじ／プッシュトーク             | テレビ電話／キャラ電                                                | 電話帳お預かりサービス                 | フルブラウザ                                     |
| おまかせロック／バイオ認証         | 外部メモリーへiモードコンテンツ移行／ユーザーデータ一括バックアップ | トルカ                                 | iC通信／iCお引越しサービス                       |
| きせかえツール／ダイレクトメニュー | バーコードリーダ                                                    | 2in1                                   | エリアメール／ソフトウェアーアップデート自動更新 |
| GSM／3Gローミング（WORLD WING）    | 着うたフル／うた・ホーダイ                                          | Music&Videoチャネル／ビデオクリップ    | ミュージックプレーヤー(WMA)(AAC)                 |

## プリインストールアプリ
| - 空気読み。 for F - MUSICアプリ - いつもNAVI［海外］ - 今の為替と株価 - ＠Fケータイ応援団INFO - 高橋尚子のランニングクリニック - 高橋尚子のウォーキングクリニック - 温湿度指数チェッカー - ETGAスウィングレッスン - ヘルスチェッカー - ロケーションレーダー（AR対応） - モバイルGoogleマップ - 地図アプリ - DCMXクレジットアプリ - iD 設定アプリ - ドコモWebメール - マクドナルド トクするアプリ - E★エブリスタアプリ - 楽オク☆アプリ - iCタグリーダー - TETRIS 1to3 for F - ロジックパズルF - モバイルSuica登録用iアプリ | - iアプリバンキング - Start！ iウィジェット - iWウォッチ - おサイフケータイ Webプラグイン - i Bodymo - お天気アプリ - かざす請求書 - ドコモ料金案内 - 電子マネー「nanaco」 - ゴールドポイントカード - ビックポイント機能付きケータイ - モバイルAMCアプリ - いっしょにデコ - FOMA通信環境確認アプリ - ZOOKEEPER DX F - ぐるなび - Myきせかえクリエイター - Gガイド番組表リモコン - iアバターメーカー |

これらのほかにドコモマーケットから様々なアプリケーションをダウンロードし、インストールすることが可能となっていたが、2015年春に フィーチャーフォン向けのドコモマーケットサイトが(ドコモをはじめとするスマートフォンの普及速度が上がってきたことを受けて)閉鎖されたことに伴い、追加でアプリをインストールすることが(メーカーを通さなければ)難しくなった。

## 歴史
- 2011年3月30日 - FCC通過
- 2011年5月16日 - NTTドコモより発表。
- 2011年6月24日 - 発売開始
- 2018年4月30日 - 修理受付終了日は2018年4月30日となっている